# Slovensko muzejsko društvo
Slovensko muzejsko društvo je združenje slovenskih muzejskih delavcev in eno najstarejših strokovnih društev v slovenskem kulturnem prostoru, saj deluje neprekinjeno že več kot 170 let. Njegovi začetki segajo v leto 1839, ko je bilo ustanovljeno Društvo kranjskega deželnega muzeja. Leta 1865 se je preimenovalo v Muzejsko društvo za Kranjsko in leta 1919 v Muzejsko društvo za Slovenijo. Svoje delovanje je tedaj razširilo na vse slovensko ozemlje v okviru novonastale jugoslovanske države.
Društvo je pomembno prispevalo k razvoju slovenske muzejske dejavnosti in k ustanovitvi številnih muzejev in galerij. Društvo je prostovoljno stanovsko združenje slovenskih muzejskih in galerijskih delavcev, ki se združujejo zaradi uresničevanja svojih strokovnih interesov. Danes šteje preko 600 rednih in častnih članov ter ljubiteljev muzejev. Redni člani so poklicni muzejski delavci, zaposleni v slovenskih muzejih in galerijah ter upokojeni poklicni muzejski delavci. Ljubitelji muzejev podpirajo dejavnost in cilje društva zaradi svojih ljubiteljskih interesov. 
Z uresničevanjem svojega poslanstva društvo prispeva k razvoju slovenske muzejske stroke, spodbuja skrb za ohranitev, proučevanje, varovanje, predstavitev, popularizacijo in uveljavitev premične naravne in kulturne dediščine v slovenskem in mednarodnem prostoru.
Društvo podeljuje Valvasorjeve nagrade, priznanja in diplome za izjemne dosežke na področju muzejstva.